# 人面魚

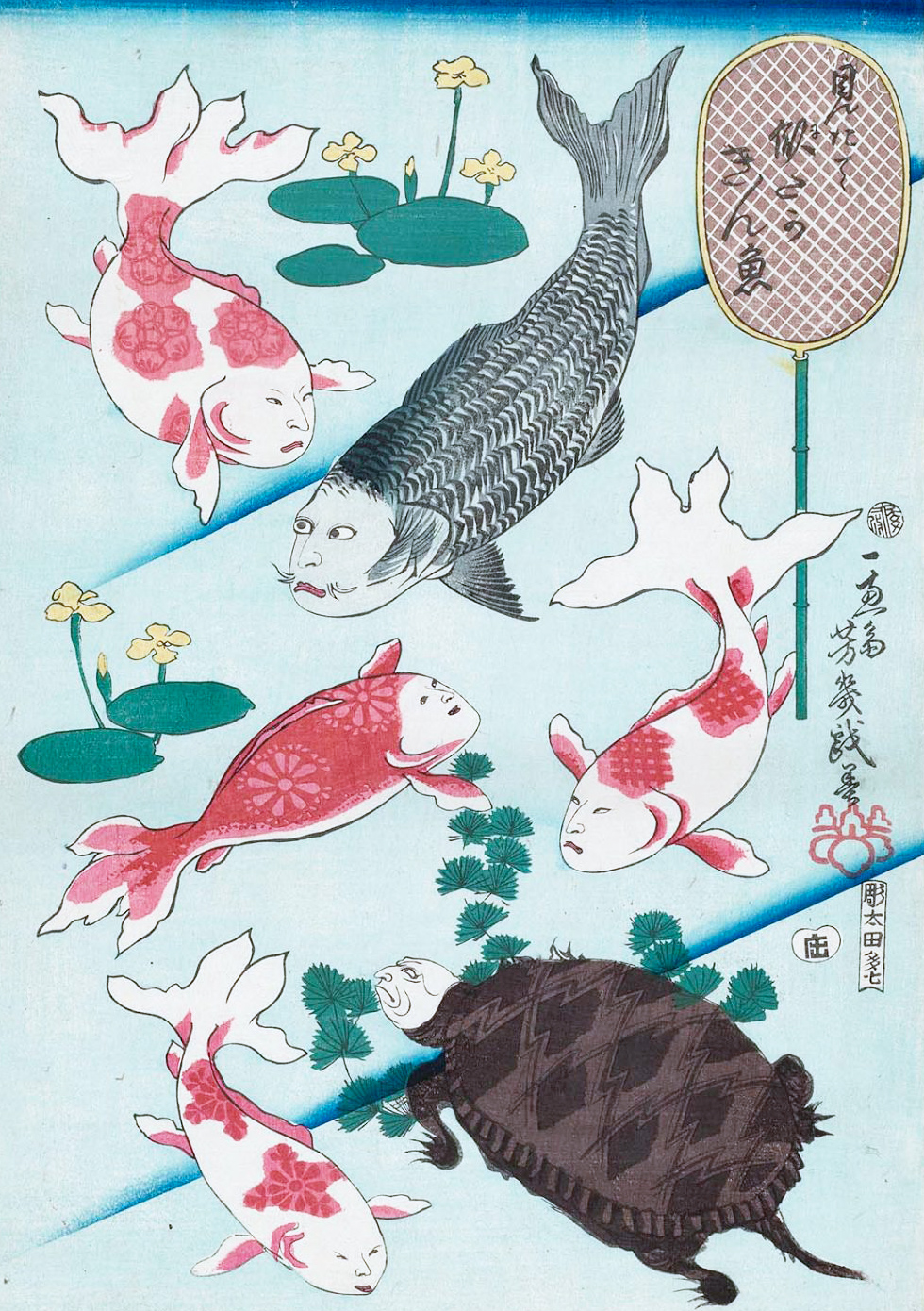
『見立て似たか金魚』芳幾作

人面魚（じんめんぎょ）とは、頭部を正面から見た場合に、人間の顔（人面）のように見える模様を持つ魚のこと。
主にコイでそのように見えるものがそう呼ばれることが多い。

## 概要
明るい体色のコイの鼻孔付近が黒く染まっていたり、黒っぽい体色のコイの鼻孔付近が明るめの色をしていたりする個体を正面の斜め上から見ると、彫りの深い人の顔のように見える。
注目されるようになったきっかけは、善宝寺（山形県鶴岡市）の「貝喰（かいばみ）の池」にいた金色のニシキゴイ（錦鯉）である。その後、銀色や黒色のマゴイを含めて全国各地で同様の外観の個体が報告されるようになった。
貝喰の池に、頭部が人の顔のように見える錦鯉がいることは善宝寺の信徒には古くから知られており、1990年（平成2年）春に写真週刊誌『フライデー』が読者投稿写真を掲載したが、遠くからの撮影でピントがやや甘かった。これを見たスポーツ新聞『東京スポーツ新聞』（東スポ）編集部がカメラマンに現地取材を命じ、同年6月12日付で「噂の人面魚が笑った」と報じた。ワイドショーなどテレビ番組でも報じられてブームとなり、貝喰の池には同年夏に1日1万人が押し掛けた日もあり、池に落ちた人も出た。これがきっかけとなリ、日本各地で似たような魚がいるとの報道・報告が相次いだ。
人面魚がブームになった背景としては、それ以前から、人間の顔を持ち、言葉を話す人面犬がいるという都市伝説があったことが指摘される。魚に限らず人間の目鼻立ちに似た模様を持つ哺乳動物までもが持て囃された。
人面魚ブームはやがて終息したものの、令和への改元に際して「平成の顔」として一部マスメディアに取り上げられたため、貝喰の池は2019年（令和元年）のゴールデンウイークに訪問者が一時増えた。2020年時点、現地には最初のブーム時に善宝寺が建てた「人面魚の貝喰の池まで徒歩2分 約200m」という案内看板がある。金色の「人面魚」として形容される錦鯉は2020年現在も確認されているが、ブームの火付け役となった貝喰の池の錦鯉とは別個体である。

## その他
深海魚の中には頭部が人間の顔のように見えるものがあり、これらも「人面魚」として紹介されることがある。
デメニギスやブロブフィッシュ（blobfish. 学名：Psychrolutes marcidus(英語版）はその頭部の外観。から「人面魚」と形容されている例がある。